# هلن توماس
هلن آملیا توماس (به انگلیسی: Helen Amelia Thomas) خبرنگار کهنه کار آمریکایی کاخ سفید
هلن توماس که اولین خبرنگار زن کاخ سفید بود، در طول مأموریت خود، ۱۰ رئیس‌جمهور آمریکا را همراهی کرد. وی نزدیک به ٥۰ سال به عنوان خبرنگار در کاخ سفید مشغول فعالیت بود. وی که از مدت‌ها پیش تحت مداوا قرار داشت، در منزل خود در سن ۹۲ سالگی چشم از جهان فرو بست.

## اظهارت ضد صهیونیستی و بازنشستگی
وی در سال ۲۰۱۰ در سخنانی ضمن انتقاد از صهیونیست‌ها گفت:
آنها باید گورشان را از فلسطین گم کنند و به خانه‌هایشان در آلمان، لهستان و آمریکا بازگردند.
البته وی بعداً در وبسایت خود از صحبت‌هایش ابراز پشیمانی کرده و گفته این اظهارات بیانگر اعتقاد قلبی او نیست زیرا وی باور دارد که صلح در خاورمیانه تنها در صورتی که همه طرفها به یکدیگر احترام بگذارند محقق خواهد شد.
و سرانجام در یک مصاحبه رادیویی گفت: شما نمی‌توانید در این کشور از اسرایئل انتقاد کنید و زنده بمانید و افزود عذرخواهی که انجام داد به دلیل ناراحتی مردم بود اما در نهایت او هنوز همان احساس را در رابطه با وحشی خویی و تجاوزگری اسراییل دارد.

## جستارهای ویژه
- آمریکایی عرب